# Pennon Group

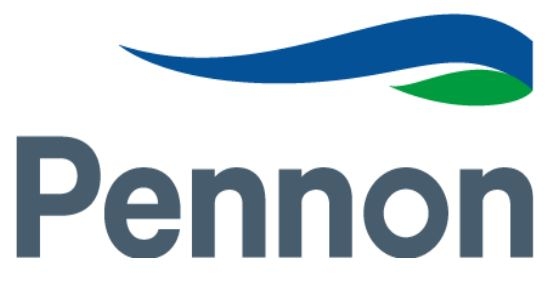
Logo der Pennon Group

Pennon Group plc. ist ein britisches Unternehmen mit Sitz in Exeter. Es ist ein Wasserver- und -entsorger in Südwestengland und betreibt zugleich Abfallwirtschaftsunternehmen. Das Unternehmen verfügt über drei Tochtergesellschaften: South West Water Limited, Bristol Water Group und Pennon Water Services Limited.
Pennon Group versorgt ca. 3,5 Mio. Menschen, verfügt über 25.274 km Frischwasserleitungen, 17.515 km Abwasserleitungen und 650 Kläranlagen.  Während South West Water Limited Bristol Water Group für Wasserver- und entsorgung in verschiedenen Teilen Südwestenglands zuständig ist, bietet Pennon Water Services Limited Wasserdienstleistungen für Nicht-Haushaltskunden in ganz Großbritannien an.
Das Unternehmen ist an der Londoner Börse gelistet und Teil des FTSE 250 Index.

## Geschichte
Das Unternehmen wurde 1989 als South West Water plc im Rahmen der Privatisierung der Wasserindustrie in England gegründet. Im Jahre 1993 wurde das erste Abfallunternehmen, Haul Waste Limited erworben. Es wurde später umbenannt in Viridor Waste Management Limited. 1995 wurde das zweite Abfallunternehmen, Blue Circle Waste Management, gekauft.
Im Jahr 1998 wurde der Name in Pennon Group plc geändert. 2002 wurde Parkwood Holdings Limited übernommen und Viridor Instrumentation (ein Teil von Viridor Waste Management) verkauft. Ein Jahr später wurden die Aktivitäten um Churngold Holdings Limited erweitert. 2004 wurde ein Übernahmeangebot von Terra Firma abgewehrt. Weitere Übernahmen waren Thames Waste Management in 2004, Wyvern Waste in 2006, Grosvenor Waste Management und Skipaway Holdings in 2007, Shore Recycling in 2008, Intercontinental Recycling und London Recycling Limited im Jahr 2009. Im Jahr 2016 erwarb die Gruppe Bournemouth Water, integrierte das Unternehmen in South West Water, das übernommene Unternehmen behielt jedoch den Namen Bournemouth Water.
Am 8. Juli 2020 wurden die restlichen Teile von Viridor an KKR & Co. verkauft.
Im Juni 2021 erwarb das Unternehmen Bristol Water für 563 Millionen US-Dollar.